# Майський (Абатський район)
Ма́йський (рос. Майский) — селище у складі Абатського району Тюменської області, Росія.
Населення — 886 осіб (2010, 1131 у 2002).
Національний склад станом на 2002 рік:
- росіяни — 89 %